# Ethel Shannon
Ethel Shannon (22 de mayo de 1898-10 de julio de 1951) fue una actriz cinematográfica estadounidense del cine mudo.
Ethel nació y se educó en Denver, Colorado. Tras completar su educación, viajó a Hollywood para probar fortuna. Una amistad le facilitó trabajar como extra en una película. Dicho trabajo duró varios días, y antes de dejar el estudio, Bert Lytell le ofreció un papel, iniciando su carrera cinematográfica. 
Poco después, Ethel había firmado un contrato con un estudio. En 1923, fue seleccionada como una de las WAMPAS Baby Stars.
Actuó junto a Harry Carey en The Texas Trail (1925) y el New York Times la proclamó como una de las mejores protagonistas para este tipo de espectáculo. A pesar de las buenas críticas, Shannon dejó el cine en 1927 para casarse con el cineasta Joe Jackson, con el que tuvo un hijo. El matrimonio acabó con el fallecimiento de Joseph en 1934.
El último papel de Ethel fue en la película de 1927 Through Thick and Thin, aunque tuvo un papel sin figurar en los créditos en 1935 con el film Stars over Broadway.
Ethel Shannon falleció en 1951 en Hollywood, California.